# (16525) Shumarinaiko
(16525) Shumarinaiko (1991 CU2) – planetoida z pasa głównego asteroid okrążająca Słońce w ciągu 3,72 lat w średniej odległości 2,4 j.a. Odkryta 14 lutego 1991 roku.